# Reino Armio
Reino Rurik Armio, född Andersson 9 december 1905 i Åbo, död 16 maj 1979 i Åbo, var en finländsk sångare och musiker.
Armio verkade ursprungligen som klockare och kantor i Björneborg. På initiativ av Usko Kemppi och andra musiker i Åbo började Armio sjunga på grammofon för bolagen Sointu och Sonora. Sammanlagt gjorde han under åren 1936–1938 och 1942 hela 95 insjungningar. En stor del av den inspelade repertoaren var skriven av Usko Kemppi. Under fortsättningskriget spelade Armio in några av Kemppis propagandasånger om den politiska utvecklingen, inklusive Kremlin uni ("Kremls dröm") och Kiestinkin Sohvi ("Sofi från Kiestingi").